# Wohn- und Geschäftshaus Neue Straße 96

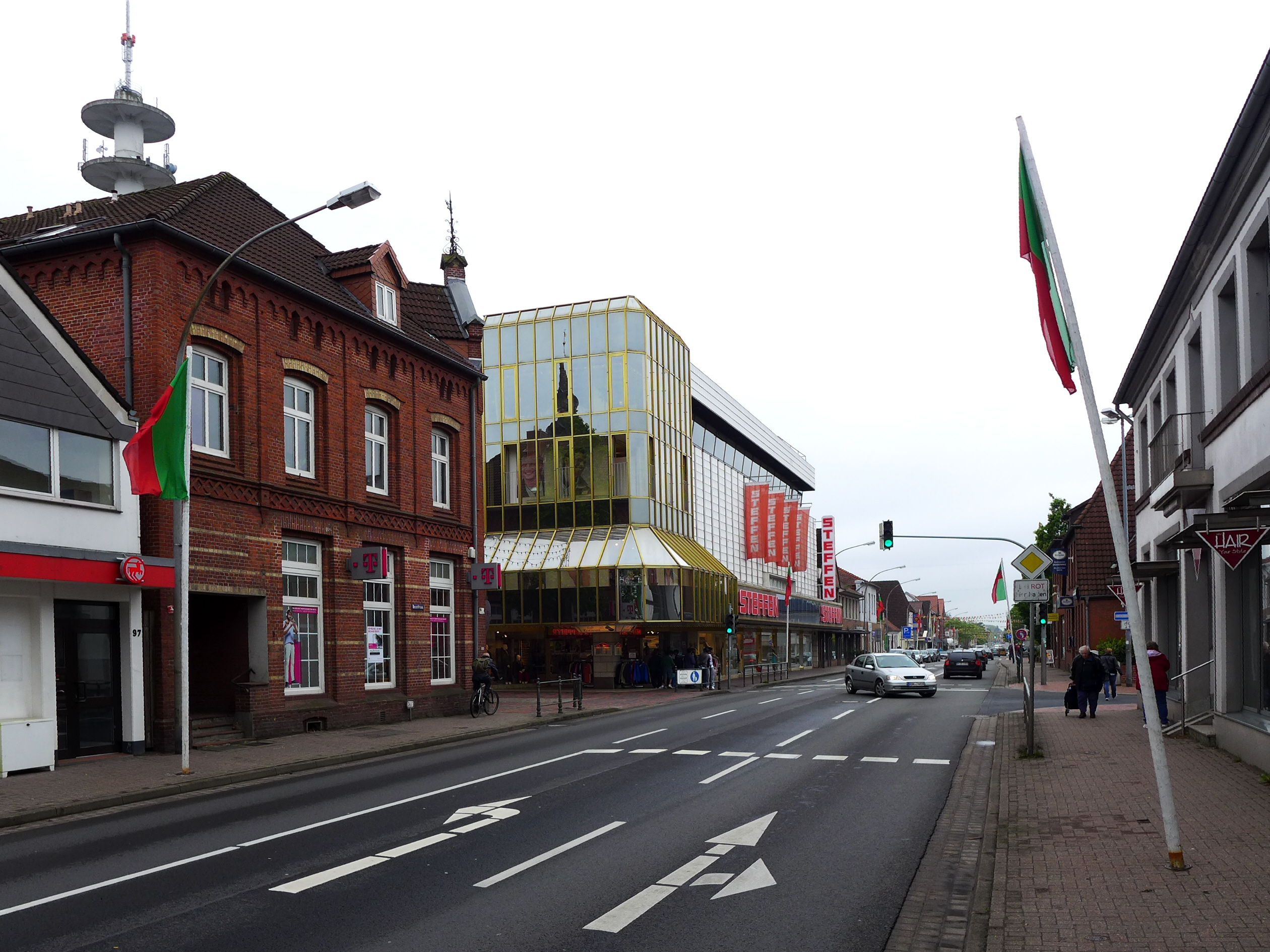
Neue Straße mit dem verklinkerten Haus (links) und Kaufhaus Steffen

Das Wohn- und Geschäftshaus Neue Straße 96, Ecke Brunnenstraße, in der niedersächsischen Stadt Bremervörde wurde im dritten Drittel des 19. Jahrhunderts gebaut. Aktuell (2025) wird es u. a. zum Wohnen und durch einen Laden genutzt.
Das Gebäude steht unter Denkmalschutz (siehe auch Liste der Baudenkmale in Bremervörde).

## Geschichte und Beschreibung
Bremervörde war um 1000 Sitz der Wasserburg Vörde an der Oste und gehört zum Landkreis Rotenburg (Wümme). Die Neue Straße (B 71, B 74) wurde zur zentralen Geschäftsstraße.
Das zweigeschossige traufständige verklinkerte historisierende Eckgebäude mit ziegelgedecktem Walmdach und mit dem dreigeschossigen übergiebelten Eckrisalit wurde 1878 (Inschrift) für den Gemischtwarenhändler Otto Bruns gebaut. Die Fassade wurde durch die Eckbetonung, durch das Trauf- und Mittelgesims sowie die segmentbogigen Öffnungen gestaltet. Später war hier der Sitz der Kreis- und Stadtbank, dann vom Arbeitsamt Bremervörde und danach von Läden.
Das Landesdenkmalamt befand u. a.: „… aus geschichtlichen und städtebaulichen Gründen wegen des orts-, bau- und kunstgeschichtlichen, gebäudetypischen und straßenraumbildprägenden Zeugniswerts …“